# Hampsonellus brasiliensis
Hampsonellus brasiliensis is een strijkboutkreeftjessoort uit de familie van de Hutchinsoniellidae. De wetenschappelijke naam van de soort is voor het eerst geldig gepubliceerd in 2000 door Hessler & Wakabara.